# Butirat-KoA ligaza
Butirat-KoA ligaza (EC 6.2.1.2, butiril-KoA sintetaza, masno kiselinska tiokinaza (lanca srednje dužine), acil-altivirajući enzim, masno kiselinska elongaza, masno kiselinski aktivirajući enzim, masna acil koenzim A sintetaza, sintetaza acil-KoA srednje dužine lanca, butiril-koenzim A sintetaza, L-(+)-3-hidroksibutiril KoA ligaza, sintetaza acil-KoA kratkog lanca) je enzim sa sistematskim imenom butanoat:KoA ligaza (formira AMP). Ovaj enzim katalizuje sledeću hemijsku reakciju
ATP + karboksilat + KoA {\displaystyle \rightleftharpoons } AMP + difosfat + acil-KoA
Ovaj enzim deluje na kiseline sa C4 do C11 dugim lancom.

## Literatura
- Nicholas C. Price; Lewis Stevens (1999). Fundamentals of Enzymology: The Cell and Molecular Biology of Catalytic Proteins (Third изд.). USA: Oxford University Press. ISBN 019850229X.
- Eric J. Toone (2006). Advances in Enzymology and Related Areas of Molecular Biology, Protein Evolution (Volume 75 изд.). Wiley-Interscience. ISBN 0471205036.
- Branden C; Tooze J. Introduction to Protein Structure. New York, NY: Garland Publishing. ISBN 0-8153-2305-0.
- Irwin H. Segel. Enzyme Kinetics: Behavior and Analysis of Rapid Equilibrium and Steady-State Enzyme Systems (Book 44 изд.). Wiley Classics Library. ISBN 0471303097.

## Spoljašnje veze
- Butyrate---CoA+ligase на 